# Gazza
Gazza is een geslacht van straalvinnige vissen uit de familie van de ponyvissen (Leiognathidae).

## Soorten
- Gazza achlamys Jordan & Starks, 1917
- Gazza dentex (Valenciennes, 1835)
- Gazza minuta (Bloch, 1795)
- Gazza rhombea Kimura, Yamashita & Iwatsuki, 2000
- Gazza squamiventralis Yamashita & Kimura, 2001